# Alloperla kurentzovi
Alloperla kurentzovi is een steenvlieg uit de familie groene steenvliegen (Chloroperlidae). De wetenschappelijke naam van de soort is voor het eerst geldig gepubliceerd in 1977 door Zhiltzova & Zapekina-Dulkeit.